# Cantón de Chambray-lès-Tours
El cantón de Chambray-lès-Tours era una división administrativa francesa, que estaba situada en el departamento de Indre y Loira y la región de Centro-Valle de Loira.

## Composición
El cantón estaba formado por cinco comunas:
- Chambray-lès-Tours
- Cormery
- Esvres
- Saint-Branchs
- Truyes

## Supresión del cantón de Chambray-lès-Tours
En aplicación del Decreto nº 2014-179 de 18 de febrero de 2014, el cantón de Chambray-lès-Tours fue suprimido el 22 de marzo de 2015 y sus 5 comunas pasaron a formar parte; tres del nuevo cantón de Monts, una del nuevo cantón de Bléré y una del nuevo cantón de Montlouis-sur-Loire.